# حنطب
حنطب (الاسم العلمي: Tineola)، جنس عثث من فصيلة الحنطبيات. أنواعه اثنان، بما في ذلك عثة الملابس الشائعة (T. bisselliella).
الأنواع:
- Tineola anaphecola
- Tineola bisselliella – اسمها الشائع عثة الملابس.